# Societat Espanyola de Mecànica del Sòl i Enginyeria Geotècnica
La Societat Espanyola de Mecànica del Sòl i Enginyeria Geotècnica (SEMSIG) és una societat de finalitats culturals, de recerca, científics i tècnics, no lucratius.
El seu objectiu és promoure la col·laboració entre els qui s'ocupen de treballs relacionats amb la mecànica de sòls i enginyeria geotècnica, organitzar l'intercanvi de coneixements, idees, resultats de recerca i procediments pràctics en el camp de les mateixes i les seves aplicacions.
La SEMSIG forma part de la International Society for Soil Mechanics and Geotechnical Engineering (ISSMGE) que agrupa més de 80 Societats Nacionals.

## Llista de Presidents
- 1961-1964	Frederico Turnell
- 1964-1971	José Luis Escario Núñez del Pino
- 1971-1990	José Antonio Jiménez Salas
- 1990-1994	Ventura Escario Ubarri
- 1994-1998	Santiago Uriel Romero
- 1998-2006	Vicente Cuéllar Mirasol
- 2006-2014	César Sagaseta Millán
- 2014-	Fernando Pardo de Santayana Carrillo

## Socis d'honor
- 1991	José Antonio Jiménez Salas (†2000)
- 1995	Ventura Escario Ubarri
- 1997	Miguel Ángel Hacar Benítez (†2009)
- 1997	Luis Fernández Renau (†2006)
- 1999	Santiago Uriel Romero (†2012)
- 2000 Fernando Muzás Labad
- 2000 Antonio Alcaide Pérez
- 2001 Alcibíades Serrano González
- 2002 José Luis de Justo Alpañés
- 2003 José María Rodríguez Ortiz
- 2006 Arturo Canalda Contreras (†2007)
- 2008 Vicente Cuéllar Mirasol
- 2011 Carlos Oteo Mazo